# آتش‌دزد
آتش دزد (به انگلیسی: The Fire Thief) اولین کتاب از سه‌گانه رمان آتش دزد نوشته نویسنده بریتانیایی تری دیری است. کتاب درباره پرومتئوس، تایتان یونانی است که در اساطیر یونان به عنوان فردی که آتش را از خدایان می‌دزدد و به انسانها می‌دهد معرفی شده‌است.
کتاب در حالی آغاز می‌شود که پرومتئوس به صخره‌ها زنجیر شده‌است و ایزد خشم قصد دارد جگر او را بیرون بکشد و تکه تکه کند، ولی در عوض پرومتئوس گردن ایزد خشم را می‌شکند و خود را از زنجیرهایی که پسر عمویش زئوس (خدای یونانی رعد و برق و فرمانروای آسمان) با آنها او را در کوه اسیر کرده میرهاند و می‌گریزد. زئوس به او فرصت می‌دهد تا در ازاء یافتن یک انسان قهرمان آزادیش را باز پس گیرد.
تئوس با استفاده از یک جفت بال جادویی که از زئوس قرض گرفته‌است به آینده سفر می‌کند و در شهر عدن با دو دزد به نام‌های عمو ادوارد و جیم آشنا می‌شود. در همین حال ایزد خشم هم در پی یافتن تئوس است تا از او انتقام بگیرد و وظیفه اش که خوردن جگر تئوس در صبح هر روز است را اجرا کند.

## شخصیت‌ها
- پرومتئوس: (معروف به تئوس) قهرمان داستان است. او باید یک انسان قهرمان را بیابد تا بتواند از خشم زئوس رهایی یابد.
- جیم: (معروف به جیم کوچولو) یک پسر یتیم است که به تئوس کمک می‌کند.
- عمو ادوارد: یک پیرمرد چاق و خلافکار که جیم را در ۶ سالگی از یتیم خانه به فرزندی پذیرفت.